# NGC 2981
NGC 2981 je galaksija u zviježđu Lavu.

## Vanjske poveznice
- SEDS: NGC 2981